# Enyo
Enyo (Oudgrieks: Ἐνυώ, te vertalen als "oorlogszuchtig") was in de Griekse mythologie de godin van de oorlog. Ze diende als vrouwelijke tegenhanger van de mannelijke oorlogsgod Ares, die volgens sommige versies van de verhalen haar broer was. Ze zou tevens dochter zijn van Zeus en Hera.
Als oorlogsgodin is Enyo samen met Ares vaak verantwoordelijk voor de vernietiging van steden. Zo zou ze grotendeels verantwoordelijk zijn geweest voor het bloedvergieten tijdens de Trojaanse Oorlog.
Ze had ook een relatie met Dionysos.